# 米洛斯拉夫斯卡山
米洛斯拉夫斯卡山是東南歐的山峰，位於保加利亞和塞爾維亞接壤的邊境，鄰近季米特洛夫格勒，海拔高度1,486米，山體由石灰岩組成。